# آنیکا سولوند
آنیکا سولوند (انگلیسی: Annica Sjölund؛ زادهٔ ۳۱ مارس ۱۹۸۵) بازیکن فوتبال اهل فنلاند است.

وی همچنین در تیم ملی فوتبال زنان فنلاند بازی کرده‌است.